# Маламатия
Маламати́я, маламатийа (араб. ملامتيه‎ — тот, кто ищет порицания) — название мистико-аскетического движения, возникшего в Хорасане в IX в. в рамках нишапурской школы аскетического мистицизма. 

## Учение
Движение маламатия было направлено против показной набожности, нарочитого соблюдения внешней обрядности. Иногда последователи маламатия намеренно совершали поступки, которые считались предосудительными. Иначе говоря, последователи маламатия занимались юродством. Под влиянием позднего учения маламатия возникло движение каландария.

## Метод поведения
Чтобы показать, что их не «тренируют и постоянно стимулируют»… и чтобы показать, поведение имеет как внешнее, так и внутреннее значение, суфии используют метод поведения Маламати (заслуживающий порицания). Суфий может преднамеренно навлекать на себя поношение не из мазохизма или для возбуждения внимания, но чтобы показать другим, как охотно те отзываются на внешние сигналы, которые, возможно, вовсе не имеют смысла.— Идрис Шах, Учиться как учиться: психология и духовность на суфийском пути? (4. Вещи этого мира. Учение — это вопрос поведения. Знание и действие взаимосвязаны) ISBN 0-900860-59-6 (1978) (перевод: Х. Б. Номадов)